# Ewa Gawryluk
Ewa Anna Gawryluk (ur. 13 grudnia 1967 w Miastku) – polska aktorka filmowa i teatralna.

## Życiorys

### Wykształcenie
Uczyła się w Szkole Podstawowej nr 1 i Liceum Ogólnokształcącym im. Adama Mickiewicza w Miastku, gdzie zdała egzamin dojrzałości w 1986.
W 1991 ukończyła Państwową Wyższą Szkołę Filmową, Telewizyjną i Teatralną im. Leona Schillera w Łodzi.

### Kariera
Zadebiutowała rolą w filmie Wiatraki z Ranley (1989). Jako aktorka teatralna zadebiutowała po ukończeniu studiów w 1992 rolą Vicki w sztuce Michaela Frayna Czego nie widać w Teatrze Współczesnym w Warszawie.
Popularność przyniosła jej rola Ewy Nowak-Hoffer w serialu TVN Na Wspólnej, w którym gra od 2003. Zagrała Beatę, główną rolę żeńską w filmie Olafa Lubaszenki Sztos 2 (2011). Wystąpiła także w epizodycznych rolach w serialach: Niania (2006), Grzeszni i bogaci (2009), Hotel 52 (2011), Ojciec Mateusz (2013), Komisarz Alex (2014) i Na dobre i na złe (2014). Od 2015 gra Ewę Nowak w serialu Pierwsza miłość w telewizji Polsat.
Była zastępcą prezesa zarządu Stowarzyszenia Aktorów Filmowych i Telewizyjnych (SAFT) w kadencji 2005–2009.

## Życie prywatne
26 czerwca 1999 poślubiła aktora Waldemara Błaszczyka, z którym ma córkę Marię (ur. 2000). W grudniu 2021 potwierdzili rozwód. 1 czerwca 2024 wyszła za Piotra Domanieckiego, trenera bramkarzy i kierownika drużyny piłkarskiej związanego z klubem Stal Stalowa Wola.

## Filmografia
- 1989: Wiatraki z Ranley jako Ruth, córka Hoggara
- 1991: Dziecko szczęścia jako Helena
- 1991: Szuler jako Bietka
- 1992: Kuchnia polska jako Franciszka Biesiekierska (odc. 3)
- 1992: Sprawa kobiet jako dziewczyna na ulicy
- 1992: Kawalerskie życie na obczyźnie jako tańcząca ze Stefanem na kursie tańca
- 1992: Żegnaj, Rockefeller jako Tamara
- 1992: Wielka wsypa jako Iruśka
- 1992: Aby do świtu... jako Jola (odc. 3)
- 1993: Goodbye Rockefeller jako Tamara
- 1993: Człowiek z... jako Maria Stasińska vel Marian
- 1994: Polska śmierć jako młoda matka w hotelu asystenckim
- 1994: Oczy niebieskie jako ruda pielęgniarka; we śnie Ruda
- 1995: Matki, żony i kochanki jako Ewa
- 1995: Maszyna zmian jako Anna
- 1996: Maszyna zmian. Nowe przygody jako Anna
- 1996: Wezwanie jako protokolantka sądowa
- 1996: Odwiedź mnie we śnie jako „Marchewa”, koleżanka Alicji z klasy
- 1997: Dom jako Dominika Frej (odc. 18 i 19)
- 1997–1998: Z pianką czy bez jako Beata
- 1997: Taekwondo jako Jola
- 1997: Księga wielkich życzeń jako Zuzanna
- 1997: Sztos jako Beata, dziewczyna „Synka”
- 1999: Klan jako Lidka Szulc
- 1999: Operacja „Koza” jako Wiera Tichonowa
- 1999: Lot 001 jako Ewa
- 2000–2001: Chłop i baba jako Lalka Mozyrko
- 2001: Zostać miss jako Ewa, żona „Arcziego” (odc. 9 i 10)
- 2001: Ab ins Paradies jako Lida
- 2001: Miodowe lata jako Mariola Gądek (odc. 75)
- 2002: Król przedmieścia jako Vanessa
- od 2003: Na Wspólnej jako Ewa Nowak-Hoffer
- 2006: Niania jako gwiazda filmowa Monika Kis (odc. 59)
- 2007: Kryminalni jako dublerka Magdy Schejbal (nie występuje w napisach) (odc.76)[6]
- 2009: Grzeszni i bogaci jako Sjuzan Tejlor (odc. 4)
- 2011: Sztos 2 jako Beata
- 2011: Hotel 52 jako Zofia Janowska (odc. 52)
- 2013: Ojciec Mateusz jako Ewa Czarny, matka Bartka (od. 117)
- 2014: Komisarz Alex jako Małgorzata Wrzesińska, właścicielka kliniki (odc. 64)
- 2014: Na dobre i na złe jako Alina (odc. 560)
- 2015: Życie jest piękne jako Lucy
- od 2015: Pierwsza miłość jako Ewa Nowak
- 2015: Słaba płeć? jako sekretarka
- 2015: Żyć nie umierać jako Lucy
- 2018: Podatek od miłości jako matka Klary
- 2018: Pułapka jako znajoma Adama (odc. 2)
- 2018 –2019: O mnie się nie martw jako Iwona
- 2019: Komisarz Alex jako Zofia Sadowska, matka Konrada (odc. 155)

## Dubbing
- 1998: Teknoman
- 1999: Stuart Malutki jako mama
- 2002: Stuart Malutki 2 jako mama
- 2005: Stuart Malutki 3: Trochę natury jako pani Malutka

### Teatr Telewizji
- 1991: Ojciec, jako Berta
- 1993: Zamek w Szwecji, jako Ofelia
- 1993: Viva Espana, jako Ellen
- 1993: Tessa, jako Tony
- 1993: Skrzep, jako Monika
- 1993: Poza miastem, jako Primerose East
- 1993: Equus, jako Jill
- 1993: Biała noc
- 1994: Szach-mat, jako Judy
- 1994: Marianna zwleka z małżeństwem, jako Marianna
- 1994: Kompleks polski, jako Iwona
- 1994: Aszantka, jako Viola
- 1995: Półświatek, jako Zuzanna D'Ange
- 1995: Nina, to co innego, jako Nina
- 1995: Niebezpieczny zakręt, jako Olwen Peel
- 1995: Grzeszki tatusia, jako Sharon
- 1995: Bożyszcze kobiet, jako Bobbi Michele
- 1995: Bożena, jako Elza
- 1995: Awantura w Chioggi, jako Lucietta
- 1996: To nie była piąta, jako Ewa
- 1996: Podróż, jako Zita
- 1996: Notatki do romansu, jako Jennie Hogarth
- 1996: Małgosia, jako mama
- 1996: Komedia amerykańska, jako Virginia
- 1996: Czytadło, jako Luba
- 1996: A piekło, Isabelle?, jako Paulette Oriville
- 1997: Stan po zapaści, jako dziewczyna
- 1997: Król Maciuś I, jako kobieta
- 1998: Miłość na Krymie, jako Tatiana Jakowlewna Borodina
- 1999: Tango, jako Ala
- 1999: Dwustu służących i śnieg, jako Oriane